# Winston Ntshona
Winston Ntshona (* 6. Oktober 1941 in Port Elizabeth, Kapprovinz; † 2. August 2018) war ein südafrikanischer Film- und Theaterschauspieler.

## Leben
Winston Ntshona arbeitete vor seiner Schauspielkarriere als Arbeiter in einer Fabrik für Ford und war so für die Produktion von Automotoren verantwortlich. 1967 wurde der südafrikanische Schriftsteller John Kani auf Ntshona aufmerksam, der Ntshona zusammen mit Athol Fugard in das Theaterensemble Serpent Players aufnahm. Die Gruppe gehörte der Anti-Apartheid-Bewegung in Südafrika an. Mit den Serpent Players ging es auch auf Tournee, so 1975 auch kurzzeitig an den Broadway. Im selben Jahr wurden Ntshona und Kani auch mit dem Tony Award als Beste Hauptdarsteller ausgezeichnet.
Da nun auch Hollywood auf den Südafrikaner aufmerksam wurde, bekam Ntshona erste Filmangebote, so dass er ab 1974 in einigen noch heute bekannten und erfolgreichen Filmen in kleinen Nebenrollen zu sehen war, darunter der 1982 produzierte Historienfilm Gandhi. In einer seiner letzten Filmrollen war Ntshona 2006 im Filmdrama Blood Diamond zu sehen. 2010 erhielt er den Order of Ikhamanga in Silber.

## Filmografie (Auswahl)
- 1978: Die Wildgänse kommen (The Wild Geese)
- 1979: Ashanti
- 1981: Die Hunde des Krieges (The Dogs of War)
- 1982: Gandhi
- 1989: Weiße Zeit der Dürre (A Dry White Season)
- 1992: Im Glanz der Sonne (The Power of One)
- 1998: Tarzan und die verlorene Stadt (Tarzan and the Lost City)
- 2000: Ich träumte von Afrika (I Dreamed of Africa)
- 2006: Blood Diamond
- 2008: Eine Detektivin für Botswana (The No. 1 Ladies’ Detective Agency) (Fernsehserie, Folge 01x01)